# Șelviv, Lokaci
Șelviv (în ucraineană Шельвів) este localitatea de reședință a comunei Șelviv din raionul Lokaci, regiunea Volînia, Ucraina.

## Demografie
Componența lingvistică a localității Șelviv
     Ucraineană (99,83%)
     Alte limbi (0,17%)
Conform recensământului din 2001, majoritatea populației localității Șelviv era vorbitoare de ucraineană (99,83%), existând în minoritate și vorbitori de alte limbi.